# Youth case
youth case（ユース ケース）は、日本の2人組音楽ユニット。株式会社KIMONO所属。

## 提供楽曲
中孝介
- 「Missing」 - 作詞・作曲

ukka
- 「Re:RAY」 - 作曲

AKB48グループ
- SKE48
  - 「ソーユートコあるよね?」 - 作曲・編曲

- NMB48
  - 「渚サイコー!」 - 作曲・編曲（編曲は梶原健生と共作）
  - 「Now」 - 作曲・編曲（編曲はたんしょそらと共作）
  - 「夏のDestination」 - 作曲

- HKT48
  - 「夏のせいじゃない」 - 作曲

- NGT48
  - 「昨日よりも今日 今日よりも明日」 - 作曲

EXIT
- 「サヨナラ DAY DREAM」 - 作曲（SAMDELLと共作）

大橋彩香
- 「Lovely Days」 - 作詞・作曲

小田原城星高校モテメン部
- 「ハイスクールプリンセス」 - 作曲・編曲

尾上松也
- 「RED」 - 作詞・作曲

倉木麻衣
- 「ZEROからハジメテ」 - 作曲（Erik Lidbom・Jon Hallgrenと共作）

坂道シリーズ
- 乃木坂46
  - 「I see…」 - 作曲
  - 「Out of the blue」 - 作曲
  - 「Wilderness world」 - 作曲・編曲（編曲は城戸紘志と共作）
  - 「君に叱られた」 - 作曲
  - 「他人のそら似」 - 作曲
  - 「好きになってみた」 - 作曲・編曲（編曲は石塚知生と共作）
  - 「思い出が止まらなくなる」 - 作曲・編曲（編曲は石塚知生と共作）
  - 「あの頃におかえり」 - 作曲
  - 「君と猫」 - 作曲

- 櫻坂46
  - 「君と僕と洗濯物」 - 作曲
  - 「愛し合いなさい」 - 作曲（TAKAROT・Shoma Yamamotoと共作）

- 日向坂46
  - 「好きということは…」 - 作曲・編曲（編曲は城戸紘志・加部輝と共作）

Scott & Rivers
- 「変わらぬ想い with miwa」 - 作曲（Rivers Cuomo・Scott Murphy・miwaと共作）
- 「ハミングバード」 - 作曲（Rivers Cuomo・Scott Murphy・CUTT・Patrick Lukensと共作）

STATION IDOL LATCH!
- 「Way Up High」 - 作曲・編曲（編曲は佐々木博史と共作）
- 「Regret」 - 作詞・作曲（作曲は梶原健生と共作）

TEAM SHACHI（旧名：チームしゃちほこ）
- 「よろしく人類」 - 作詞・作曲・編曲
- 「It's New 世界」 - 編曲
- 「Wow Oh! Oh!」 - 作曲
- 「パレードは夜空を翔ける」 - 作詞・作曲・編曲（作詞は小川貴史、編曲は北川暁と共作）
- 「セイジンユニバース」 - 作曲
- 「You!」 - 作曲
- 「Rainbow」 - 作詞・作曲

超ときめき♡宣伝部 （旧名：ときめき♡宣伝部）
- 「いざ、大和撫子」 - 作詞・作曲（作詞は鈴木裕哉と共作）
- 「ハピラブルー!」 - 作詞・作曲（作詞は玉谷友輝と共作）

CHIYU
- 「無限の風」 - 作詞・作曲

徳永ゆうき
- 「車輪の夢」 - 作詞・作曲
- 「なんとかなるさ」 - 作詞・作曲

ハイスクールチルドレン
- 「愛の鎖」 - 作曲・編曲
- 「ハイスクールプリンセス」 - 作曲・編曲

風男塾
- 「OH! ホワイトデイ」 - 作曲（Anders Grahnと共作）

FRUITS ZIPPER
- 「好き、お願い」 - 作曲

僕が見たかった青空
- 「好きすぎてUp and down」 - 作曲

WHITE JAM
- 「Mirror」 - 作曲（Alexander Holmgrenと共作）

miwa
- 「変わらぬ想い with Scott & Rivers」 - 作曲（Rivers Cuomo・Scott Murphy・miwaと共作）

### STARTO ENTERTAINMENT関連
嵐
- 「Kissからはじめよう」 - 作詞
- 「Love so sweet」 - 作曲
- 「涙の流れ星」 - 作詞・作曲
- 「ROCK YOU」 - 作詞
- 「Step and Go」 - 作曲
- 「Do my best」 - 作詞・作曲
- 「One Love」 - 作詞
- 「How to fly」 - 作曲（Anderz Wrethovと共作、R.P.P.名義）
- 「スマイル」 - 作詞・作曲（Erik Lidbomと共作）
- 「Re(mark)able」 - 作詞（R.P.P.名義）
- 「愛ちゃんの唄」 - 作曲
- 「season」 - 作詞・作曲
- 「5×10」 - 作曲
- 「リフレイン」 - 作詞・作曲・編曲（R.P.P.名義）
- 「まだ見ぬ世界へ」 - 作曲（iiiSAKと共作、R.P.P.名義）
- 「うたかた - 作詞（R.P.P.名義）
- 「Face Down」 - 作詞（eltvo名義）
- 「君がいるから」 - 作詞・作曲（eltvo名義）
- 「Green」 - 作曲
- 「Cosmos」 - 作詞（pauseと共作、eltvo名義）
- 「Calling」 - 作詞（s-Tnkと共作、eltvo名義）
- 「full of love」 - 作詞（Shunと共作、R.P.P.名義）
- 「Intergalactic」 - 作曲（Stephan Elfgrenと共作、eltvo名義）
- 「サヨナラのあとで」 - 作詞（R.P.P.名義）
- 「もっと、いまより」 - 作詞・作曲
- 「GUTS!」 - 作詞（s-Tnkと共作、eltvo名義）
- 「Zero-G」 - 作詞（梶ヶ谷翔太と共作、eltvo名義）
- 「Sakura」 - 作詞・作曲（eltvo名義）
- 「何度だって」 - 作詞・作曲・編曲
- 「It's good to be bad」 - 作詞（Shigeoと共作、eltvo名義）・作曲・編曲（作曲はDidrik Thottと共作、Octobar名義）
- 「ふるさと」 - 作曲
- 「三日月」 - 作詞
- 「Japonesque」 - 作詞（MiNEと共作、R.P.P.名義）
- 「supersonic」 - 作曲（Kevin Charge, David Frembergと共作）
- 「Miles away」 - 作曲（R.P.P.名義）
- 「TWO TO TANGO」 - 作詞・作曲（Kevin Charge, Andreas Obergと共作、HARAJUKU KIDZ名義）
- 「白が舞う」 - 作曲（Erik Lidbomと共作、eltvo名義）
- 「5×20」 - 作曲
- 「One Love : Reborn」 - 作詞（共作）
- 「Love so sweet : Reborn」 - 作曲（共作）
- 「|Face Down : Reborn」 - 作詞（共作、eltvo名義）

相葉雅紀
- 「涙の流れ星（井上章一 Ver.）」 - 作詞・作曲
- 「Magical Song」 - 作詞
- 「Disco Star」 - 作詞
- 「Mr. FUNK」 - 作詞
- 「Amore」 - 作詞・作曲・編曲（eltvo名義）

大野智
- 「Song for me」 - 作詞・作曲・編曲（R.P.P.名義）
- 「Take me faraway」 - 作詞・作曲・編曲（R.P.P.名義）
- 「静かな夜に」 - 作詞（R.P.P.名義）・作曲（Dr Hardcastleと共作）
- 「two」 - 作曲（Erik Lidbomと共作、R.P.P.名義）
- 「Bad boy」 - 作詞・作曲・編曲（HARAJUKU KIDZ名義）

櫻井翔
- 「Fly on Friday」 - 作詞・作曲（eltvo名義）

松本潤
- 「Tell me what you wanna be?」 - 作詞・作曲

大倉忠義
- 「no-no-no」 - 作曲（Erik Lewander, Iggy Strange-Dahiと共作、R.P.P.名義）

KAT-TUN
- 「CHANGE UR WORLD」 - 作詞（ECOと共作、Laika Leon名義）
- 「ULTIMATE WHEELS」 - 作詞（Jane Doeと共作、Laika Leon名義）
- 「&FOREVER」 - 作詞（Laika Leon名義）
- 「SOLDIER」 - 作詞（Laika Leon名義）
- 「FACE to Face」 - 作曲（Andreas Johanssonと共作、Laika Leon名義）
- 「DRAMATIC」 - 作詞・作曲（Laika Leon名義）
- 「ON & ON」 - 作曲（King of slickと共作、Laika Leon名義）
- 「Believe In Myself」 - 作詞・作曲（Laika Leon名義）
- 「BOUNCE GIRL」 - 作詞・作曲（Laika Leon名義）
- 「Be alive」 - 作詞・作曲（作曲はKing of slickと共作、Laika Leon名義）

Hey! Say! JUMP
- 「Fever」 - 作詞・作曲（R.P.P.名義）
- 「TOY」 - 作詞（m.piece名義）
- 「OVER THE TOP」 - 作詞・作曲（twelvelayers名義）
- 「Our days」 - 作詞・作曲（twelvelayers名義）
- 「灼熱の夢」 - 作詞（m.piece名義）
- 「Smile in Summer」 - 作詞（Vandrythemと共作、m.piece名義）
- 「I/O」 - 作詞（森若香織と共作、m.piece名義）
- 「White Love」 - 作詞・作曲（作曲は田鹿ゆういちと共作、m.piece名義）
- 「Spark×2」 - 作詞・作曲・編曲（twelvelayers名義）
- 「NEW LIFE」 - 作詞・作曲（twelvelayers名義）
- 「Dance The Night Away」 - 作詞（m.piece名義）
- 「またこの場所で」 - 作詞・作曲（作曲はDr Hardcastleと共作、m.piece名義）
- 「最後のラブソング」 - 作詞（RT2と共作、m.piece名義）
- 「FLASH」 - 作詞・作曲（twelvelayers名義）
- 「We Believe」 - 作詞・作曲（twelvelayers名義）
- 「Journey」 - 作詞・作曲（twelvelayers名義）
- 「Last Dance」 - 作詞・作曲（作曲はHIKARIと共作、m.piece名義）
- 「バンビーノ」 - 作詞・作曲（twelvelayers名義）
- 「UTAGE Tonight」 - 作詞・作曲（Furuse Kai名義）
- 「アイノユウヒ」 - 作詞・作曲（作曲はDr Hardcastleと共作、Furuse Kai名義）
- 「I am」 - 作曲（Furuse Kai名義）
- 「Last forever」 - 作詞・作曲（Furuse Kai名義）
- 「ドラマチック」 - 作詞・作曲（Furuse Kai名義）

Hey! Say! 7
- 「ウタウタウ」 - 作詞・作曲

Hey! Say! BEST
- 「スタートデイズ」 - 作詞・作曲（twelvelayers名義）
- 「スンダDance」 - 作詞（m.piece名義）

山田涼介
- 「Oh! my darling」 - 作詞・作曲（作曲はVictor Sagforsと共作、m.piece名義）

A.Y.T.
- 「Are You There?」 - 作詞（sainaと共作、m.piece名義）

Kis-My-Ft2
- 「メロディ」 - 作曲

Sexy Zone
- 「Story」 - 作詞・作曲（作曲はTomoki Ishizukaと共作）
- 「Ringa Ringa Ring」 - 作詞・作曲（作曲はMans Ekと共作）

A.B.C-Z
- 「不完全な逃避行」 - 作曲（SAMDELLと共作）

King & Prince
- 「Endroll」 - 作詞・作曲（作曲は石塚知生と共作）
- 「My Fair Lady」 - 作詞・作曲

Snow Man
- 「君は僕のもの」 - 作詞・作曲（作曲はErik Lidbomと共作）

なにわ男子
- 「Dreamin' Dreamin'」 - 作詞・作曲
- 「Welcome to アイラブユー」 - 作詞・作曲
- 「君に恋をした」 - 作詞・作曲
- 「春空」 - 作詞・作曲
- 「Dance in the Rain」 - 作詞・作曲（作曲はErik Lidbomと共作）
- 「Poppin' Hoppin' Lovin'」 - 作詞・作曲
- 「Prime Time」 - 作詞・作曲（作曲はErik Lidbomと共作）
- 「Wanna be yours」 - 作詞・作曲（作曲は石塚知生と共作）
- 「Blue Story」 - 作詞・作曲
- 「I Wish」 - 作詞・作曲・編曲（編曲はha-jと共作）
- 「NEW CLASSIC」 - 作詞・作曲
- 「Kick Start」 - 作詞・作曲
- 「epilogue」 - 作曲

HiHi Jets
- 「純情ウォーアイニー」 - 作曲・編曲（編曲は加部輝と共作）